# Neenah
Neenah ist eine Stadt (mit dem Status „City“) im Winnebago County im US-amerikanischen Bundesstaat Wisconsin. Das U.S. Census Bureau ermittelte bei der Volkszählung 2020 eine Einwohnerzahl von 27.319.
Neenah ist Bestandteil der Fox Cities genannten Metropolregion.

## Geografie
Neenah liegt im Osten Wisconsins am Nordostufer des Lake Winnebago und an dessen Abfluss, dem Fox River, der rund 65 km nordöstlich in den Michigansee mündet. Die geografischen Koordinaten von Neenah sind 44°11′09″ nördlicher Breite und 88°27′45″ westlicher Länge. Das Stadtgebiet erstreckt sich über eine Fläche von 24,9 km².
Nachbarorte von Neenah sind Menasha (an der nördlichen Stadtgrenze), Winnebago (14 km südsüdwestlich) und Oshkosh (20,9 km in der gleichen Richtung).
Die nächstgelegenen Großstädte sind Green Bay (63,4 km nordöstlich), Milwaukee (157 km südsüdöstlich) und Wisconsins Hauptstadt Madison (159 km südwestlich).

## Verkehr
Der vierspurig ausgebaute U.S. Highway 41 verläuft in Nord-Süd-Richtung westlich des Stadtzentrums von Neenah. Der Wisconsin State Highway 114 führt durch den Norden der Stadt. Alle weiteren Straßen sind untergeordnete Landstraßen, teils unbefestigte Fahrwege sowie innerörtliche Verbindungsstraßen.
In Neenah treffen für den Frachtverkehr mehrere Eisenbahnlinien der zur Canadian National Railway gehörenden Wisconsin Central zusammen.
Mit dem Flughafen Appleton-Outagamie County befindet sich 11,4 km nordnordwestlich der nächste Flughafen. Die nächsten Großflughäfen sind der Milwaukee Mitchell International Airport in Milwaukee (171 km südsüdöstlich), der O’Hare International Airport in Chicago (283 km in der gleichen Richtung) und der Minneapolis-Saint Paul International Airport (441 km westnordwestlich).

## Bevölkerung
Nach der Volkszählung im Jahr 2010 lebten in Neenah 25.501 Menschen in 10.694 Haushalten. Die Bevölkerungsdichte betrug 1024,5 Einwohner pro Quadratkilometer. In den 10.694 Haushalten lebten statistisch je 2,36 Personen.
Ethnisch betrachtet setzte sich die Bevölkerung zusammen aus 93,7 Prozent Weißen, 1,3 Prozent Afroamerikanern, 0,7 Prozent amerikanischen Ureinwohnern, 1,4 Prozent Asiaten sowie 1,3 Prozent aus anderen ethnischen Gruppen; 1,5 Prozent stammten von zwei oder mehr Ethnien ab. Unabhängig von der ethnischen Zugehörigkeit waren 3,8 Prozent der Bevölkerung spanischer oder lateinamerikanischer Abstammung.
25,0 Prozent der Bevölkerung waren unter 18 Jahre alt, 62,3 Prozent waren zwischen 18 und 64 und 12,7 Prozent waren 65 Jahre oder älter. 51,1 Prozent der Bevölkerung war weiblich.
Das mittlere jährliche Einkommen eines Haushalts lag bei 51.168 USD. Das Pro-Kopf-Einkommen betrug 28.730 USD. 8,7 Prozent der Einwohner lebten unterhalb der Armutsgrenze.

## Persönlichkeiten
- Mark Bartosic (* 1961), Weihbischof in Chicago, geboren in Neenah
- Charles B. Clark (1844–1891), Unternehmer (Mitbegründer von Kimberly-Clark) und Abgeordneter des US-Repräsentantenhauses, lebte seit seiner späten Kindheit in Neenah
- Kenneth John Conant (1894–1984), Kunsthistoriker, geboren in Neenah
- Samuel A. Cook (1849–1918), Abgeordneter des US-Repräsentantenhauses, lebte und starb in Neenah
- Robert Frederick Froehlke (1922–2016), Politiker und Heeresstaatssekretär der Vereinigten Staaten, geboren in Neenah
- Aaron J. Ihde (1909–2000), Chemiehistoriker, wurde nahe Neenah geboren
- Dick Jorgensen (1934–1990), NFL-Schiedsrichter
- Frank Bateman Keefe (1887–1952), Abgeordneter des US-Repräsentantenhauses, lebte und starb in Neenah
- William Kimberly (1933–2017), US-amerikanischer Autorennfahrer
- Harrison Reed (1813–1899), neunter Gouverneur von Florida, Mitbegründer von Neenah
- Reid Ribble (* 1956), seit 2011 Abgeordneter des US-Repräsentantenhauses, geboren in Neenah
- Madeleine Wanamaker (* 1995), Ruderin
- Maurice B. Webb (1926–2021), Experimentalphysiker

## Wirtschaft
Im Jahr 1872 wurde in Neenah durch den Zusammenschluss mehrerer Firmen der Papierhersteller Kimberly-Clark gegründet. Daraus ist im Laufe der folgenden Jahrzehnte ein weltweit tätiger Konzern hervorgegangen, der Hygiene- und Medizinprodukte herstellt. Auch andere Papierhersteller – was nicht zuletzt auch den Ruf der Stadt als Paper City begründete – wurden in Neenah gegründet und sind auch heute noch hier aktiv, wie z. B. Neenah Paper.
Weitere in Neenah ansässige Unternehmen sind:
- Neenah Foundry (Gießerei)[7]
- Plexus Corporation (Auftragsherstellung elektronischer Komponenten)[8]
- Bemis (Verpackungsmaterial aus Papier und Pappe)[9]